# Carne a la llanera
La carne a la llanera es un plato tradicional y emblemático de la región de los Llanos, que abarca territorios de Colombia y Venezuela. Con raíces en la cultura llanera y en la rica tradición gastronómica de la región, este plato se destaca por su sabor ahumado, sus jugosos cortes de carne y sus variados acompañamientos.
Esta preparación también se conoce como ternera a la llanera o mamona, y se utiliza un ternero mamón o ternera mamona, con una edad entre 9 a 11 meses.

## Historia
La carne a la llanera tiene sus orígenes en la cultura ganadera de los llaneros, habitantes de las extensas llanuras de Colombia y Venezuela. Estos territorios, conocidos por su vasta ganadería, han dado lugar a una tradición culinaria arraigada en el asado de carne y en el aprovechamiento de los productos locales. La carne a la llanera surge como una expresión de esta tradición, combinando técnicas de asado con sabores y condimentos propios de la región.

## Preparación
La preparación de la carne a la llanera comienza con la selección de cortes jugosos y de calidad, como el lomo, el solomo o el costillar de res. Estos cortes se adoban con una mezcla de especias y condimentos típicos, que pueden incluir ajo, cebolla, tomillo, romero entre otros. La carne se deja marinar durante varias horas o toda la noche para que absorba los sabores. La cocción de la carne a la llanera se realiza a fuego lento, ya sea sobre brasas o en una parrilla, lo que permite que se cocine de manera uniforme y que los sabores se concentren. Durante la cocción, la carne se da vuelta periódicamente para asegurar una distribución pareja del calor y un dorado uniforme.

## Acompañamientos
La carne a la llanera se sirve tradicionalmente con una variedad de acompañamientos, que pueden incluir arepas, plátanos maduros asados, yuca cocida, papas criollas, ensaladas frescas o guarniciones de arroz. Estos acompañamientos complementan la carne asada y añaden variedad y textura al plato.